# Jacqueline Arrii
Jacqueline Arrii, ou Jacqueline Arrii-Wroblewski est une agente de liaison dans la résistance corse, née le 20 décembre 1927 à Sollacaro dans le département français de la Corse-du-Sud et morte le 12 novembre 2024 au Bourget, en Seine-Saint-Denis. Elle fut conseillère municipale en 1965 et présidente du comité de la Corse-du-Sud de l'Association nationale des anciens combattants et ami(e)s de la Résistance (ANACR).
Elle est promue Chevalière de la Légion d'honneur le 1er octobre 2013.
En 2015, en sa qualité de présidente du comité de la Corse-du-Sud de l'ANACR, elle appelle les Ajacciens et Ajacciennes, toutes générations confondues, à participer à une cérémonie d’hommage à  Danielle Casanova, morte en déportation dans le camp d’Auschwitz devant la plaque dédiée à sa mémoire à Ajaccio, ainsi qu'à tous les héros et martyrs de la Résistance.
Lors du 72ème anniversaire de la Libération, au cours d'une commémoration tenue en 2017 à Ajaccio face au monument aux morts, place De Gaulle, elle lance un « appel à la résistance contre les dérives politiques », avec Noëlle Vincensini, résistante déportée à Ravensbrück, Marie-Jeanne Nicole, petite fille du résistant Jean Nicoli, Isabelle Anthonioz Gaggini, fille de Geneviève de Gaulle-Anthonioz, résistante internée et déportée à Ravensbrück.

## Décorations
- Chevalière de la Légion d'honneur[5]